# Caseolus abjectus
Caseolus abjectus é uma espécie de gastrópode  da família Hygromiidae.
É endémica da Madeira, Portugal.